# Arctia clostera
Arctia clostera är en fjärilsart som beskrevs av Smith 1957. Arctia clostera ingår i släktet Arctia och familjen björnspinnare. Inga underarter finns listade i Catalogue of Life.